# Tatiana Kurtukova
Tatiana Serguéyevna Kurtukova (en ruso: Татья́на Серге́евна Куртуко́ва; apellido de casada Makéyeva; Jabárovsk, Rusia, 9 de septiembre de 1993) es una cantautora, actriz y pedagoga rusa que interpreta bardo y canciones del folclore ruso. Obtuvo un amplio reconocimiento después de lanzar el sencillo «Matushka».

## Biografía

### Primeros años
Nació el 9 de septiembre de 1993 en Jabárovsk, Su madre es politóloga y su padre, ingeniero. Durante su infancia, se mudó con sus padres a Penza, ciudad que considera su ciudad natal.
A los cuatro años, comenzó a estudiar piano en la escuela de arte infantil «Lira». Posteriormente, se matriculó simultáneamente en un programa de folclore. Tras graduarse en la escuela de música, ingresó en la Escuela Superior de Arte de Penza, especializándose en Dirección coral, donde obtuvo el título de «Directora de coro y equipo creativo, profesora de disciplinas corales, artista de coro y conjunto».
En 2012 ingresó en el Instituto Estatal de Música y Pedagogía M. M. Ippolitov-Ivanov de Moscú, donde continuó sus estudios en la Facultad de formación vocal, coral y de dirección del departamento de Canto Folclórico
En 2016, obtuvo su licenciatura en la especialidad de «Concertista. Solista de conjunto. Docente». Tras graduarse del Instituto Ippolitov-Ivanov, comenzó a impartir clases en la Escuela Superior de Artes de Penza, a la vez que estudiaba en la Universidad Estatal de Penza, donde obtuvo una maestría en la especialidad de «Psicóloga-pedagoga».

### Carrera docente
Impartió docencia en la Escuela Superior de Artes de Penza, centrándose en la formación vocal en el departamento de teatro, y posteriormente, disciplinas teóricas, que incluye «Arreglos musicales para representaciones» y «Cultura artística popular». Actuó con el grupo folclórico «Plamen» y trabajó en el teatro «Revolver».
Posteriormente, impartió clases de canto y actuó como ilustradora musical en el Teatro Juvenil de Moscú «Revolver».

### Carrera musical

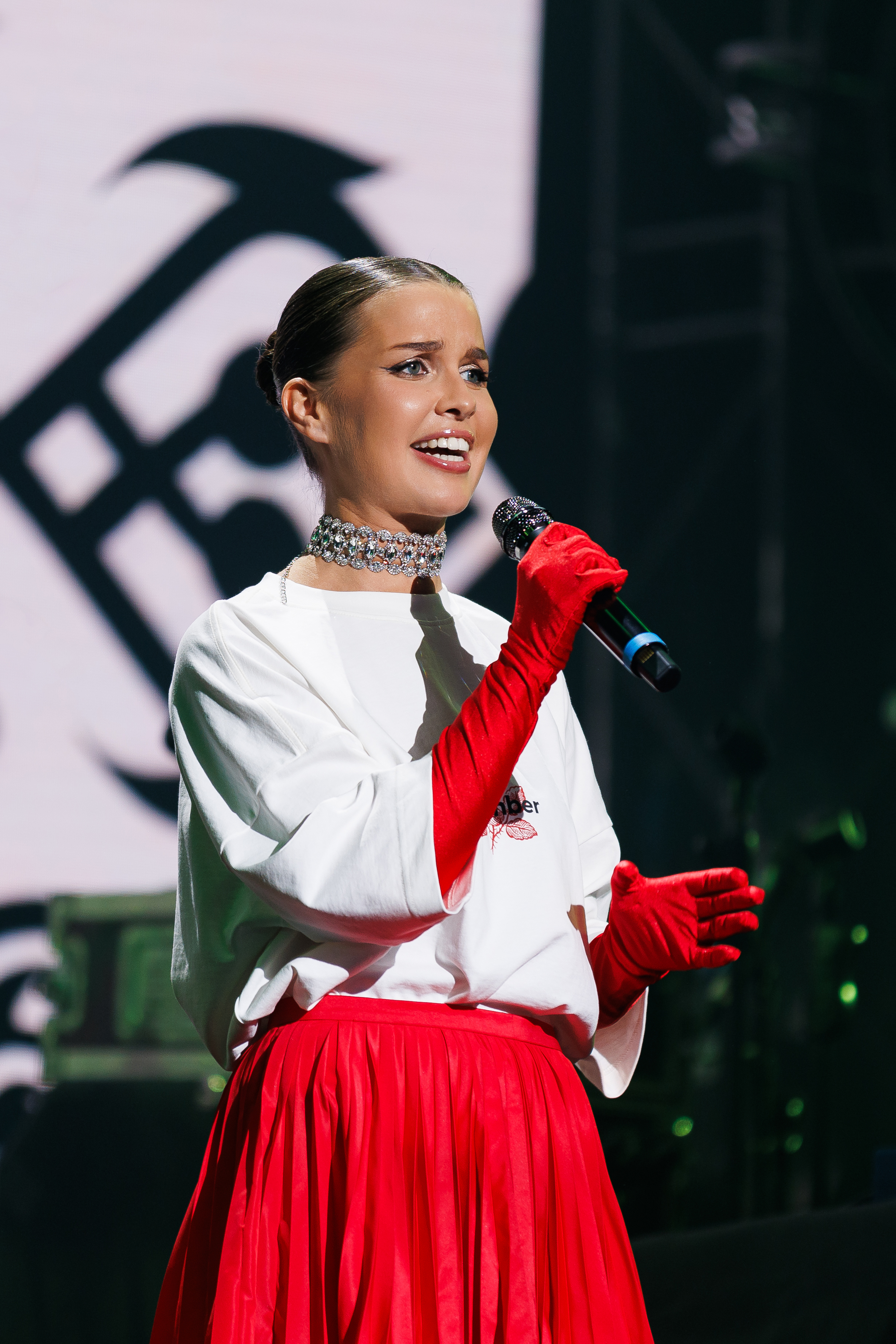
Tatiana Kurtukova en una presentación, diciembre de 2024

Ha interpretado música popular rusa desde la escuela y ha participado en giras folclóricas. Según ella, se interesó por la música a una edad temprana.
En 2008, ganó el Gran Premio del Tercer Festival-Concurso de Creatividad Infantil y Juvenil «Ventana a Europa», celebrado en San Petersburgo. En 2009, interpretó melodías militares en el festival «Orliata Rossii» de Tuapsé, donde obtuvo el Gran Premio. En 2014, ganó el concurso internacional «Optínskaya Vesna» en Kozelsk, óblast de Kaluga. En 2018, representó a la región de Penza en el concurso «Novaya Zvezda» del canal de televisión Zvezda. Ese mismo año, publicó varias canciones bajo el seudónimo TAiNA. En 2022, Tatiyana Kurtukova publicó por primera vez con su nombre los sencillos «Matushka» y «Russkaya Zima» en redes sociales y plataformas de vídeo, cuya letra y música fueron escritas por Piotr Andréyev. Kurtukova interpretó la canción «Matushka» en el canal de televisión Rossiya 1 en el programa «Canciones del corazón» de Andréi Malájov.
En 2023, lanzó los sencillos «Glaza» (Ojos), «Rodniki» (Manantiales) y «Ya lyubila sokola» (Yo amé a un halcón); y en 2024, los sencillos «Romashka-Vasiliok» (Manzanilla-Aciano) y «Odnogo» (Uno). Ese mismo año, el sencillo «Matushka» entró en el top 10 de Shazam, VK Music, Yandex Music y Apple Music.
El video musical oficial de la canción «Matushka», publicado en YouTube en 2024, ha obtenido más de 50 millones de visitas, el video de la actuación en el canal de televisión Zhar-Ptitsa ha obtenido más de 94 millones de visitas.

### Vida personal
En 2019, se casó con Nikita Makéyev, un abogado de derecho internacional. La pareja tuvo una hija, Evnika, en 2023.
Kurtukova colecciona trajes tradicionales rusos. Desde su época de estudiante, la cantante ha participado en expediciones folclóricas a pueblos y ciudades rusas, donde colecciona arte popular y trajes auténticos, que suele usar en sus representaciones escénicas en conciertos.

## Discografía
- 2022 — «Matushka»[35]
- 2022 — «Russkaya Zima»
- 2023 — «Glaza»
- 2023 — «Rodniki»
- 2023 — «Ya liubila sokola»
- 2024 — «Romashka-Vasiliok»
- 2024 — «Odnogo»
- 2024 — «U istoka» (EP)
- 2024 — «Oziora siniye»
- 2025 — «Nalibnoye yablochko»
- 2025 — «Russkaya doroga»